# Rantasalmi
Rantasalmi es un municipio situado en la región de Savonia del Sur, en Finlandia. Tiene una población estimada, en agosto de 2024, de 3267 habitantes.
Tiene una superficie de 925.18 km², de los cuales 365.87 km² están cubiertos de agua.

## Gobierno
La gestión del municipio se basa en la estrategia, plan financiero, presupuesto y otras decisiones del Concejo, que ejerce el poder ejecutivo.
A los efectos de la gestión hay un administrador contratado, que trabaja bajo la supervisión de una junta municipal elegida por los miembros del Concejo.